# Folie-Regnault
 (mars 2013).
Si vous disposez d'ouvrages ou d'articles de référence ou si vous connaissez des sites web de qualité traitant du thème abordé ici, merci de compléter l'article en donnant les références utiles à sa vérifiabilité et en les liant à la section « Notes et références ».
La maison de santé de la Folie-Regnault, au numéro 3 de la rue du même nom, se trouvait dans le quartier de Popincourt, à l'est de Paris. Elle était tenue par le docteur de La Chapelle, chirurgien-chef à l’hôpital Saint-Louis. Elle n'accueillit qu'un petit nombre de prisonniers, tous fortunés.
Il y eut par exemple la riche veuve du maréchal de Marbeuf, guillotinée. La discipline se durcit après la tentative d'évasion de l'abbé d'Espagnac, célèbre financier, qui avait réussi à cacher deux pistolets dont il se munit pour tenter de s'enfuir lorsqu'on vint le chercher pour le conduire à la Conciergerie. Il fut rattrapé au bout de la rue et exécuté.
Comme Mme Mahay, comme Jacques Belhomme, le docteur de La Chapelle fut incarcéré dans son propre établissement. Les détenus furent distribués dans d'autres prisons.
La Chapelle mourut l'année suivante, en 1795, sans enfant. Il avait épousé en 1792 Marie-Louise Dugès (1769-1821), qui se rendit célèbre sous le nom de Marie-Louise Lachapelle en fondant la première école de sages-femmes.